# Bystrica (přítok Hronu)
Bystrica je říčka na středním Slovensku, v okrese Banská Bystrica. Je pravostranným přítokem Hronu, má délku 22,9 km a je tokem III. řádu.

## Pramen
Pramení ve Velké Fatře, v podcelku Hôľna Fatra, pod Kráľovou studnou (1384 m n. m.) v nadmořské výšce kolem 1260 m.

## Průběh toku
V Dole, pod horským hotelem, přibírá první přítok (1042 m n. m.) a teče dlouhou Bystrickou dolinou na jih. Přibírá z obou stran pouze kratší přítoky a tok se esovitě stáčí. V závěru doliny vytváří soutěsku a prořezává se do Harmanecké doliny, zprava přibírá Harmanec a protéká územím obce Dolný Harmanec dále na jihovýchod. Z pravé strany pak přibírá Cenovo a teče obcí Harmanec. Na konci Harmanecké doliny přibírá zprava Košiarský potok, vzápětí zleva vodný Starohorský potok a vstupuje do Starohorských vrchů. Protéká Uľankou, zleva přibírá Banský potok a přes Jakub vtéká na území Banské Bystrice (a zároveň do Zvolenské kotliny), zde zprava přibírá ještě Laskomer a v nadmořské výšce kolem 349 m ústí do Hronu.